# Euaimon
Euaimon (en griego, Εὐαίμων) es el nombre de una antigua ciudad griega de Arcadia.
Es mencionada en una inscripción de Orcómeno que se ha fechado en torno a 360-350 a. C. que registra una unión entre Euaimon y Orcómeno en el que los ciudadanos de Euaimon pasan a formar parte de la ciudadanía de Orcómeno, aunque probablemente Euaimon siguió existiendo como ciudad.
Esteban de Bizancio recoge un fragmento de Teopompo donde se cita a Euaimon como una ciudad del territorio de Orcómeno.
Se desconoce su localización exacta.